# Фелікс Глонті
Фелікс (Філіп) Петрович Глонті (груз. ფელიქს ღლონტი; нар. 8 листопада 1927, Батум, Аджарська АРСР — пом. 29 серпня 2012, Тбілісі, Грузія) — грузинський радянський композитор і педагог.

## Біографія
В 1950—1953 роках навчався в Ленінградській державній консерваторії у Христофора Кушнарьова (композиція). У 1955 році закінчив Тбіліську консерваторію (професор Іона Тускія). З 1978 року сам викладав у своїй альма-матер. Писав музику до спектаклів і фільмів. Член КПРС з 1964 року.

## Твори
- опера «Іверійці» (1970)
- опера «Клеопатра» (1976)
- балет «Світанок» (1967, Тбілісі)
- героїчна ораторія «Галактіон» (1980)
- 2 струнних квартети (1953—1985)
- 10 симфоній (1961—1984)
- симфонічна поема «Доля Грузії» (1957)
- концерт для віолончелі з оркестром (1980)
- концерт для фортепіано з оркестром (1954)
- концерт для арфи з оркестром (1976)
- «Ода Руставелі» для соліста, хору та оркестру на вірші Важі Пшавели, 1966)[2]

## Нагороди
- Заслужений діяч мистецтв Грузинської РСР (1979)
- Народний артист Грузинської РСР (1988)